# Sanchezie

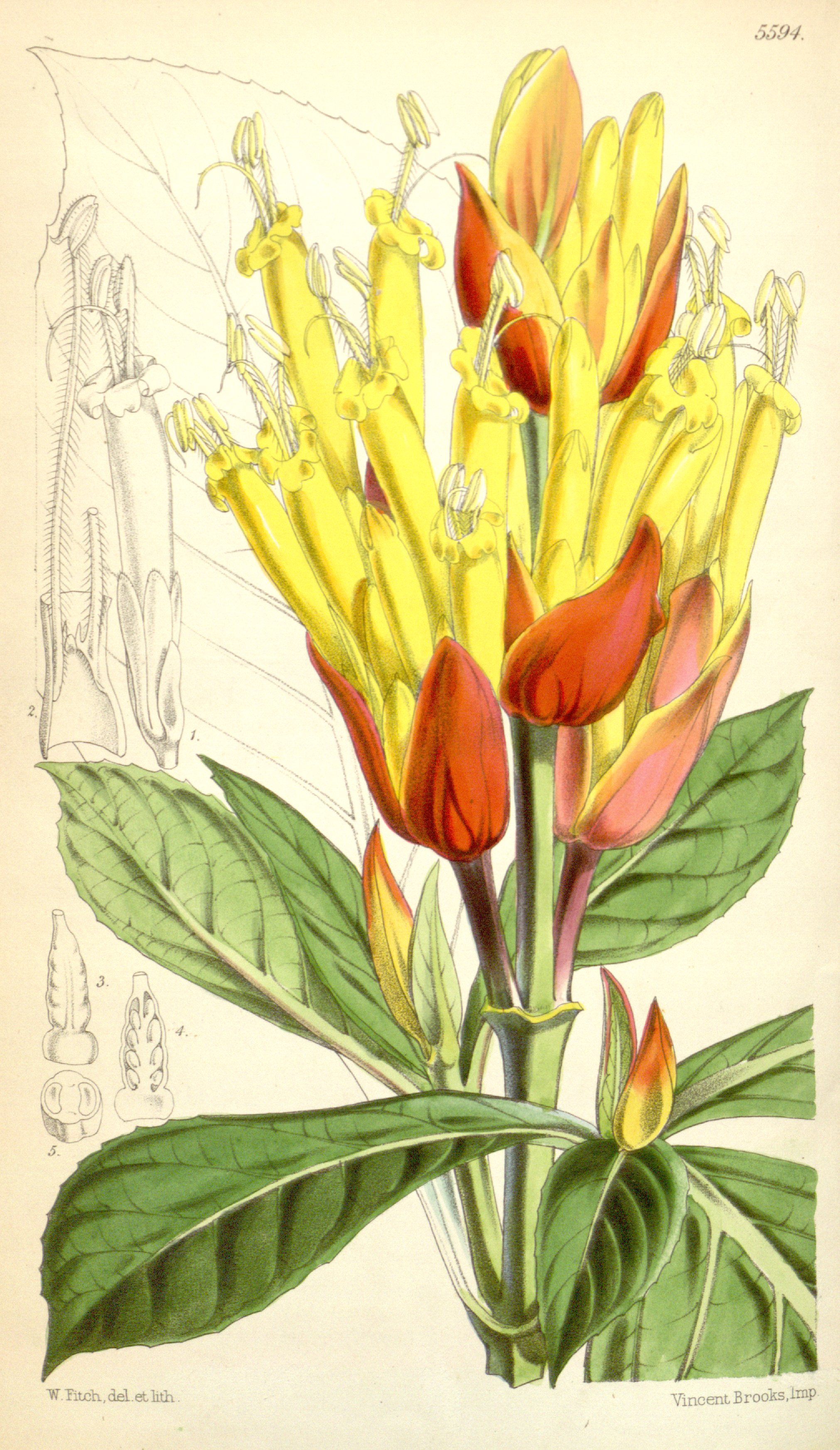
Ilustrace sanchezie vznešené z roku 1866

Sanchezie (Sanchezia) je rod rostlin z čeledi paznehtníkovité. Jsou to rozměrné byliny a keře s velkými listy a trubkovitými květy v hroznovitých nebo latovitých květenstvích. Plodem je tobolka. Rod zahrnuje asi 56 druhů a je rozšířen v západních oblastech Jižní Ameriky. Nejvíce druhů roste v peruánských Andách. Některé druhy s nápadně kolorovanými listy jsou v tropech pěstovány jako okrasné rostliny a lze se s nimi setkat i ve sklenících botanických zahrad.

## Popis
Sanchezie jsou rozměrné, vzpřímené nebo šplhavé, stálezelené byliny a keře, dorůstající výšky až 3 metry. Listy jsou velké, lysé, celokrajné nebo se zvlněně zubatým okrajem, se zpeřenou žilnatinou. Některé druhy mají hlavní žilky nápadně bíle nebo žlutě kolorované. Květy jsou většinou velké a nápadné, přisedlé nebo krátce stopkaté, vyrůstající z paždí velkých vstřícných, srostlých, zelených nebo barevných listenů a skládající přerušované vrcholové klasy, hrozny nebo laty. Kalich je rozčleněný na 5 hlubokých, na vrcholu špičatých nebo zaokrouhlených laloků. Koruna je žlutá, oranžová, červená nebo purpurová, téměř pravidelná, s dlouhou válcovitou, někdy lehce břichatou korunní trubkou a rozestálým, krátce pětilaločným límcem. Tyčinky jsou dvě, přirostlé pod polovinou korunní trubky a vyčnívající z květů. Mimo to jsou v květech dvě sterilní staminodia. Semeník je svrchní, srostlý ze 2 plodolistů a se stejným počtem komůrek, obsahujících po několika (až 4) vajíčkách. Nese nitkovitou čnělku. Plodem je podlouhlá, nezploštělá tobolka obsahující 6 až 8 nebo i méně okrouhlých, zploštělých semen.

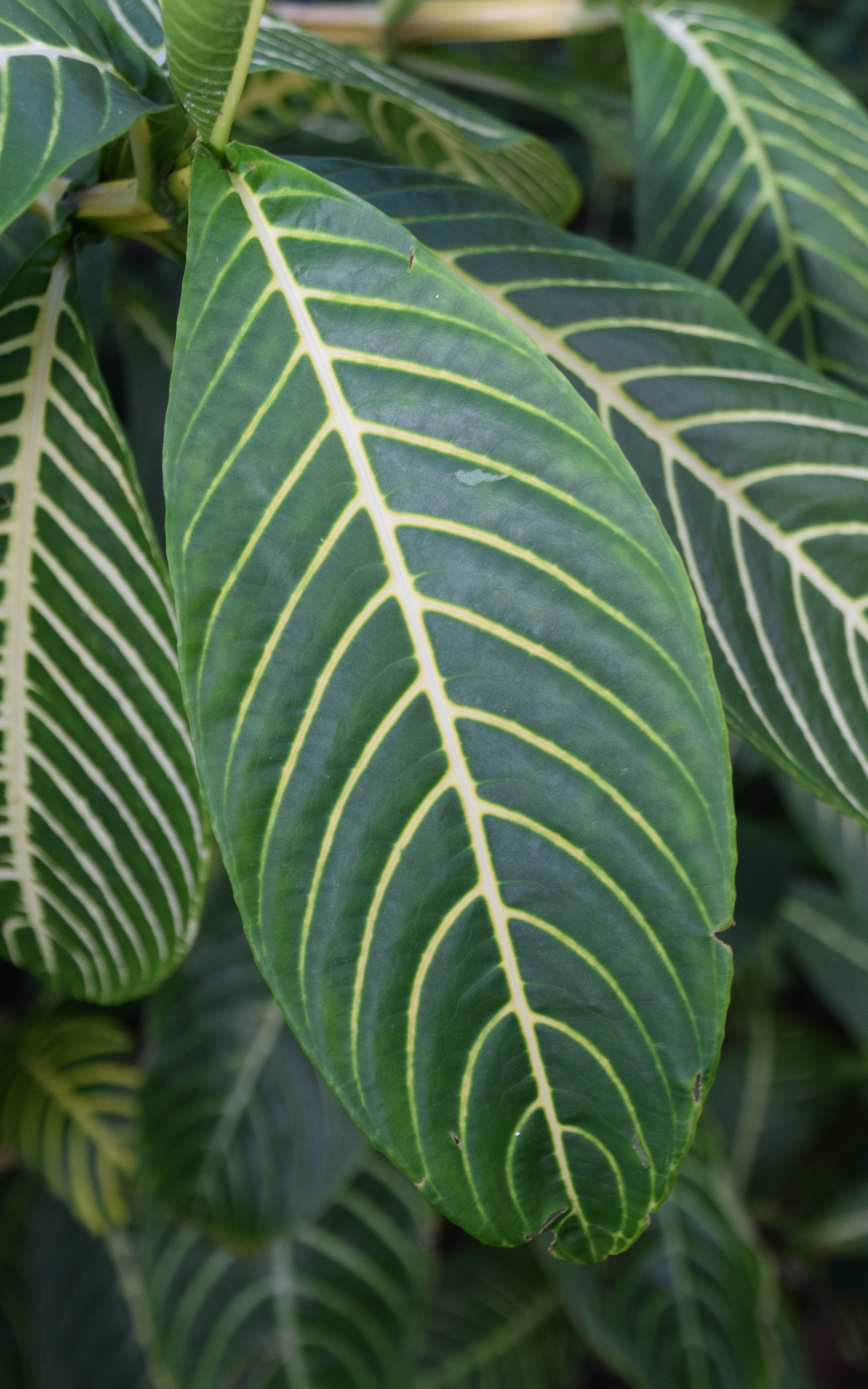
List sanchezie nádherné
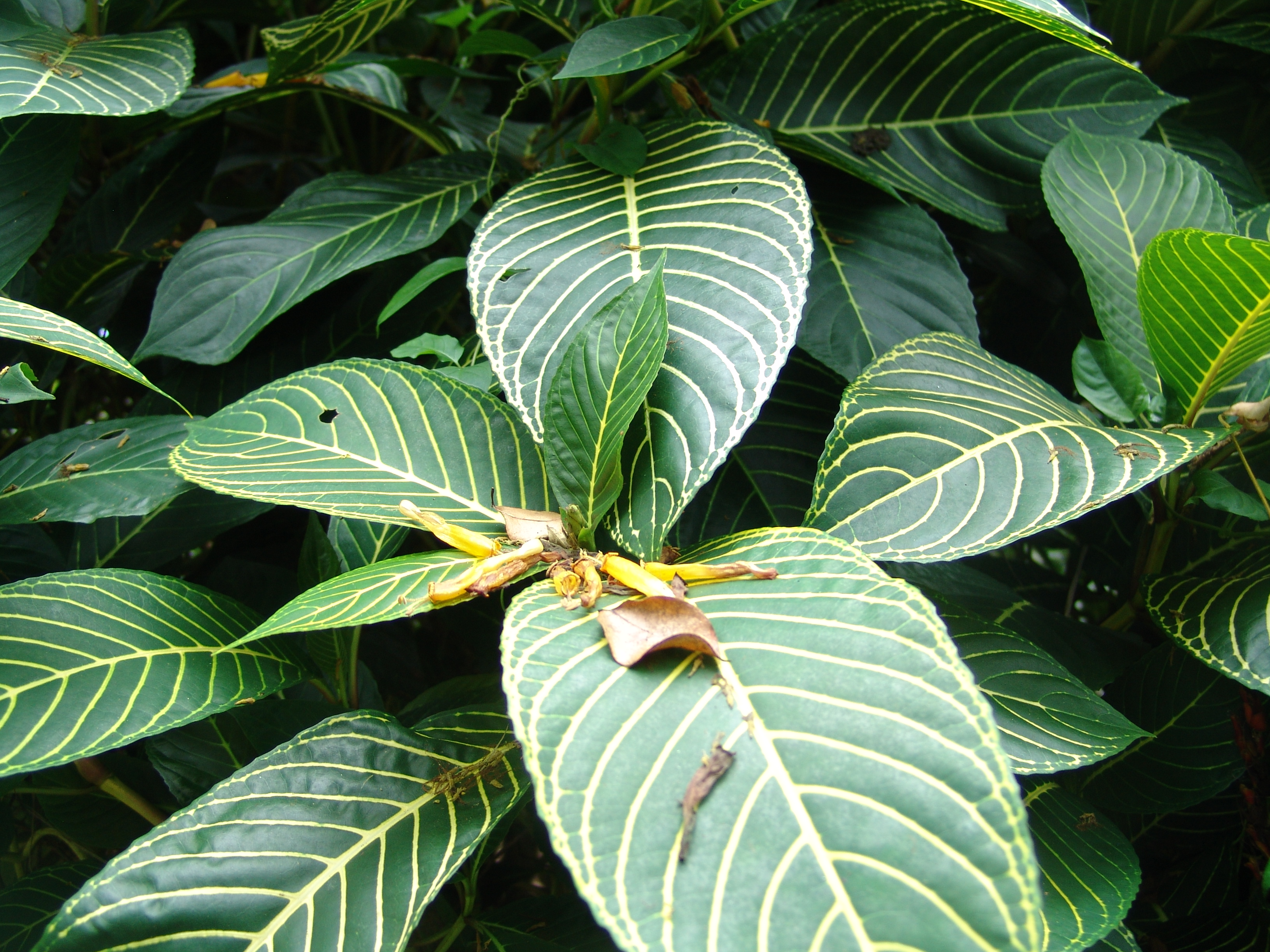
Olistění sanchezie vznešené
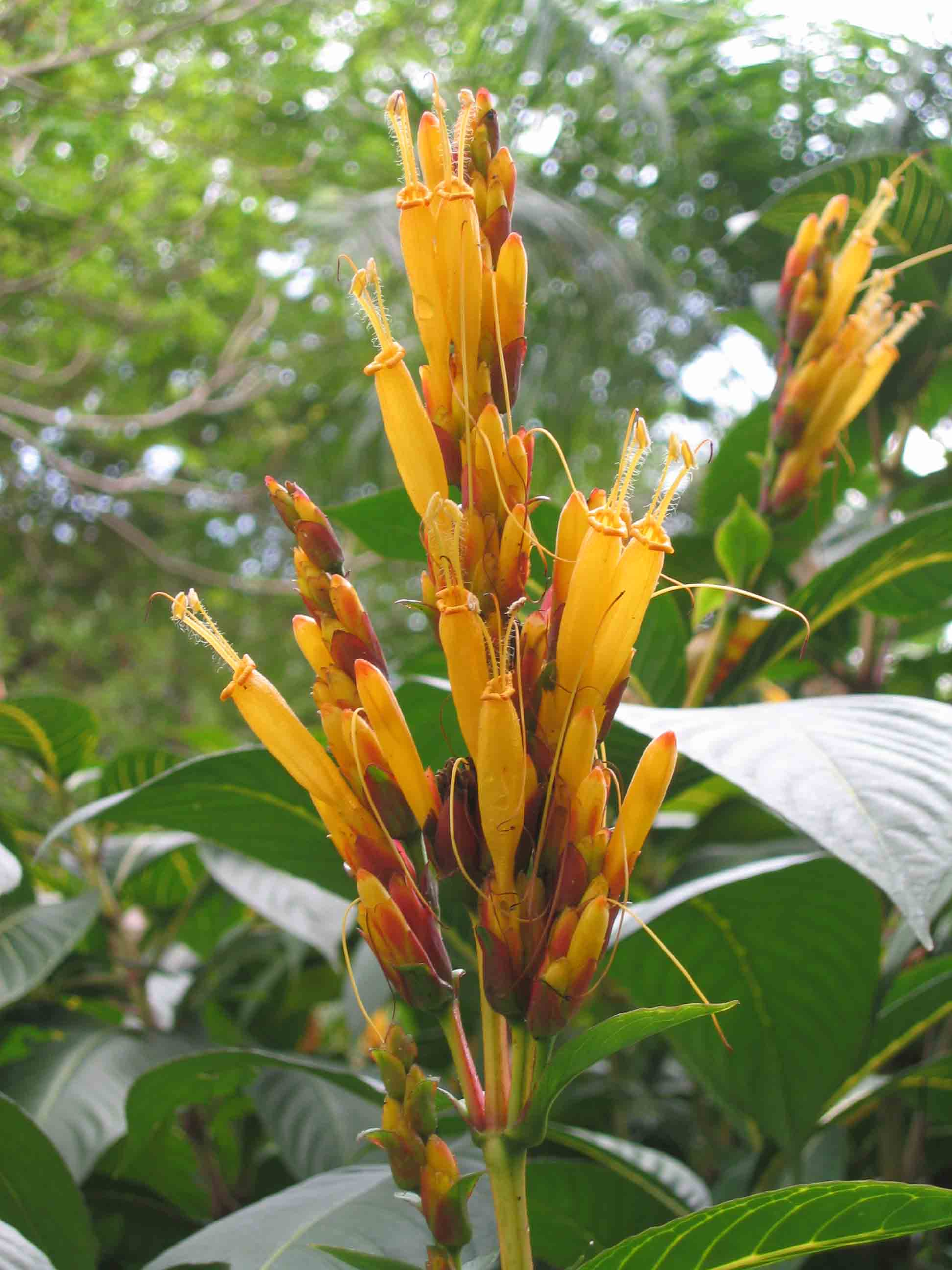
Květenství sanchezie vznešené
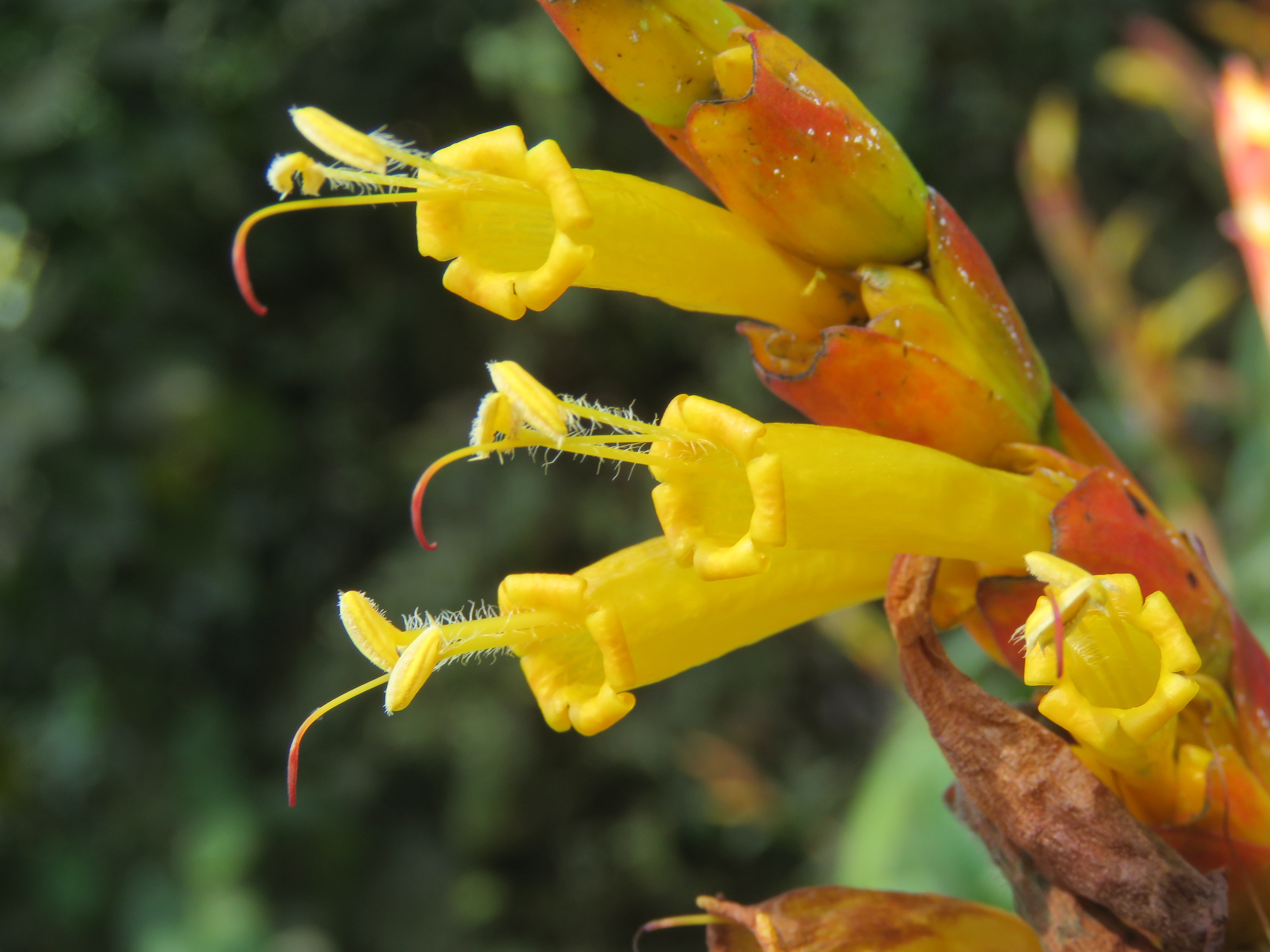
Detail květů sanchezie vznešené

## Rozšíření
Rod sanchezie zahrnuje asi 56 druhů a je rozšířen v tropické Jižní Americe, okrajově zasahuje i do Panamy. Centrum druhové diverzity a endemismu je v Peru, odkud je uváděno 46 druhů, z toho 38 endemických. Větší počet druhů se vyskytuje i v Ekvádoru, Kolumbii a amazonské části Brazílie. Druhy S. putumayensis a S. oblonga zasahují i do severní Bolívie, S. macrocnemis (syn. S. pennellii) do Venezuely.
Většina druhů má spíše omezený areál.
Některé pěstované druhy zdomácněly i v jiných částech tropů, například Sanchezia parvibracteata v jižním Mexiku a Střední Americe nebo sanchezie nádherná v Karibiku.
Sanchezie charakteristicky rostou ve vlhkých horských lesích východních úbočí And od nižších poloh až do nadmořských výšek okolo 1800 metrů.

## Ekologické interakce
Květy sanchezií jsou specializovány na opylování kolibříky. Zralé plody se explozivně otevírají a vymršťují semena do okolí.

## Taxonomie
Rod Sanchezia je v rámci čeledi Acanthaceae řazen do podčeledi Acanthoideae, tribu Ruellieae a podtribu Trichantherinae. Tribus zahrnuje celkem 6 rodů, rozšířených výhradně v tropické Americe.

## Zástupci
- sanchezie drobnokvětá (Sanchezia parviflora)
- sanchezie nádherná (Sanchezia speciosa, syn. S. spectabilis)
- sanchezie vznešená (Sanchezia oblonga, syn. S. nobilis)[8]

## Význam

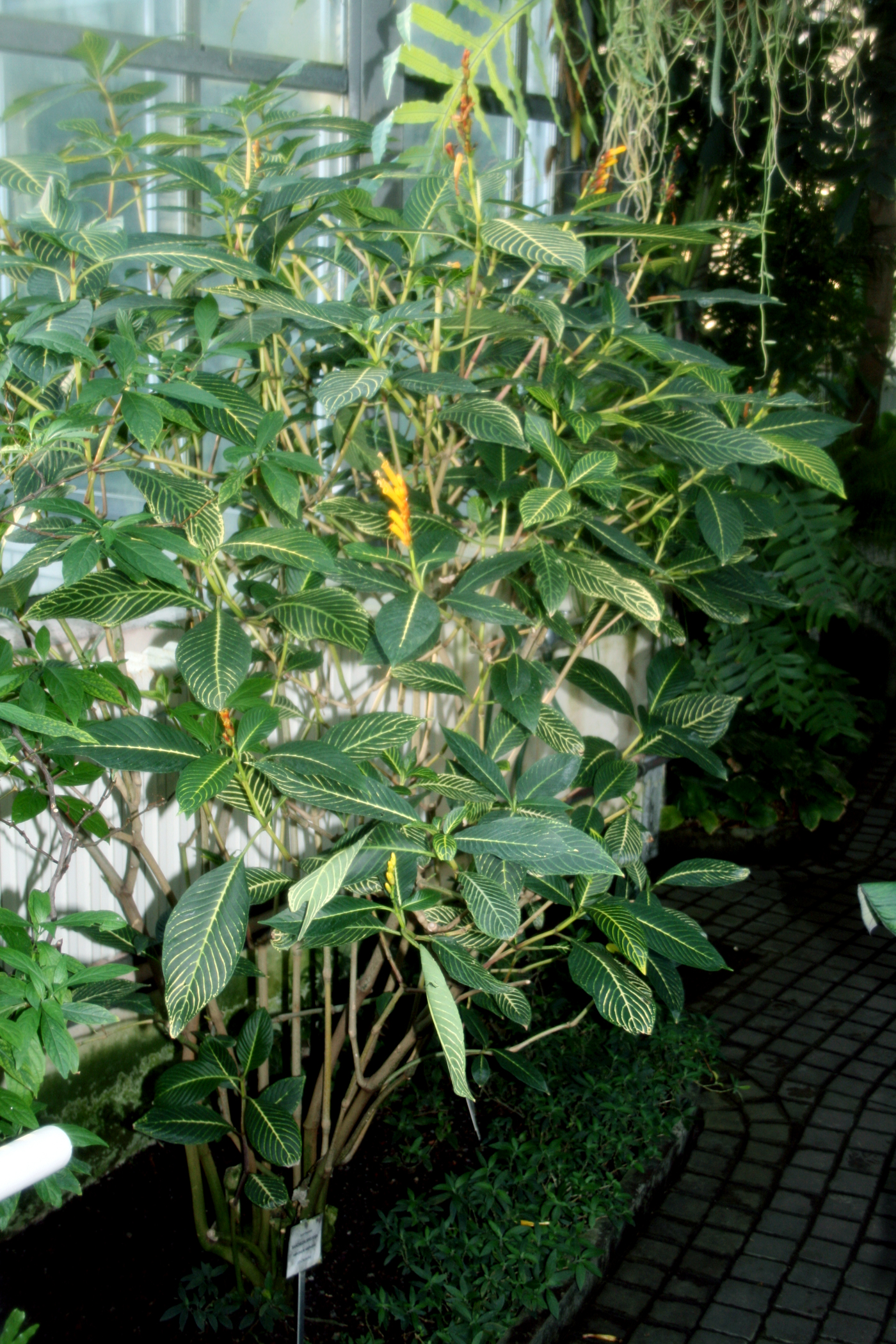
Sanchezie nádherná v Pražské botanické zahradě v Tróji

Sanchezie jsou v tropech a sklenících botanických zahrad pěstovány jako okrasné keře s ozdobnými listy s nápadně kolorovanou žilnatinou, dorůstající výšky až přes 2 metry. Kvetou zpravidla v létě. Vyžadují slunné až polostinné stanoviště a výživnou, dobře odvodněnou půdu. Při nízkých teplotách dochází k poškození listových okrajů. Výhony mladých rostlin je vhodné zaštipovat, aby se rozkošatěly. Množí se na jaře a v létě zelenými řízky. Jsou náchylné na napadení molicemi a vlnatkami. Mezi častěji pěstované druhy náleží zejména sanchezie nádherná (S. speciosa), vyznačující se velkými květy podepřenými červenými listeny, sanchezie vznešená (S. oblonga) s menšími květy a S. parvibracteata s malými, zelenavými listeny. V kultuře jsou také hybridy S. speciosa a S. parvibracteata.

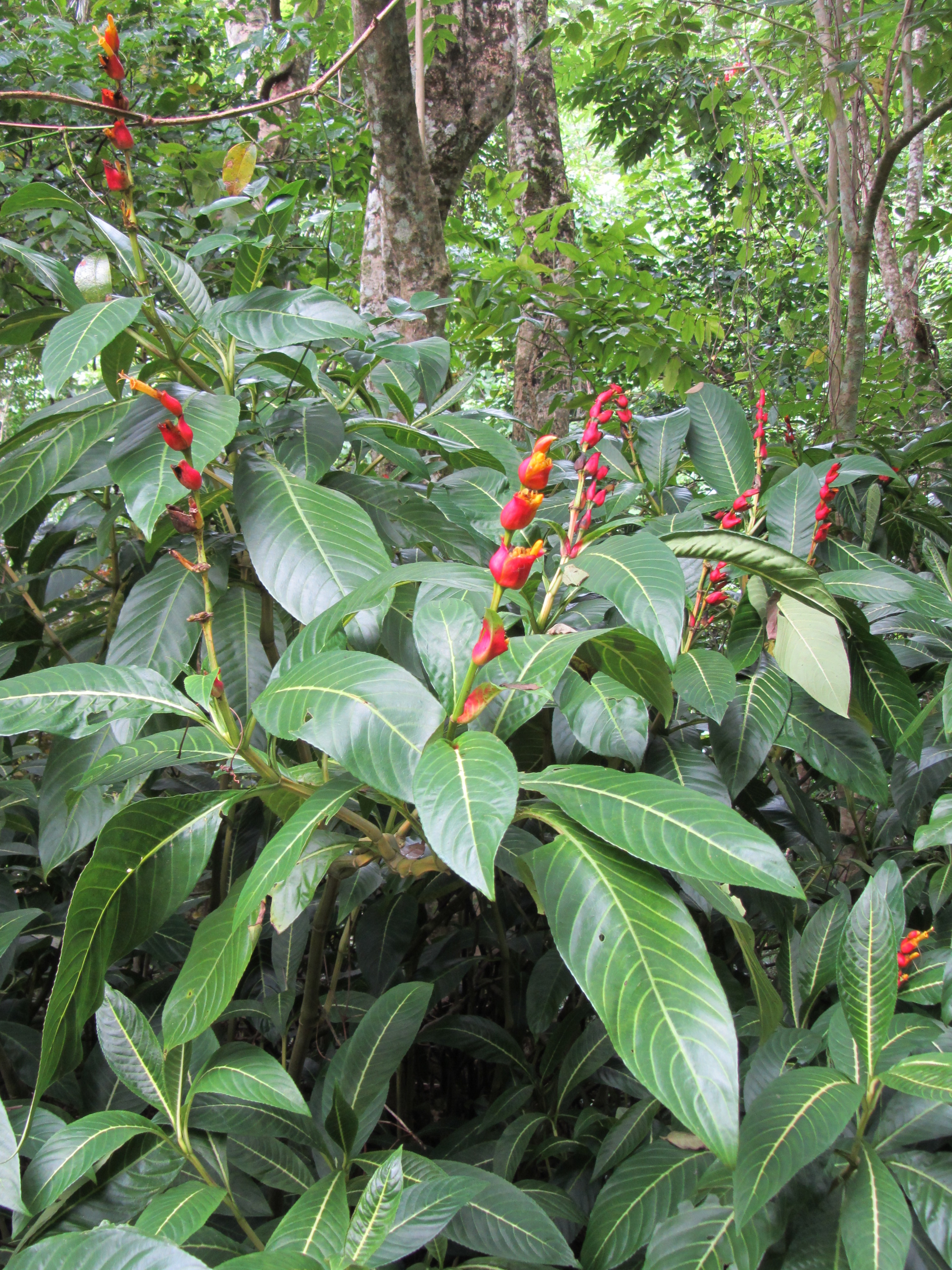
Sanchezie nádherná jako okrasná rostlina na Cookových ostrovech
Působivé olistění sanchezie